# Óblast de Vorónezh
Vorónezh (en ruso: Воронежская область, Vorónezhskaya Óblast) es uno de los cuarenta y siete óblast que, junto con las veintiuna repúblicas, nueve krais, cuatro distritos autónomos y dos ciudades federales, conforman los ochenta y tres sujetos federales de Rusia. Su capital es la homónima Vorónezh. Está ubicado en el distrito Central limitando al norte con Lípetsk, al este con Tambov y Sarátov, al sur con Volgogrado y Rostov, y al oeste con Ucrania, Bélgorod y Kursk.
En agosto de 2007, Vladímir Putin puso en funcionamiento un nuevo radar para la protección de Rusia, que tiene un alcance de 4500 kilómetros.

## Geografía
Ubicación en Wikimapia

### Principales ríos
Los principales ríos que discurren por el óblast, integra o parcialmente, son los siguientes:
- Río Don.
- Río Vorónezh.
- Río Bitiug.
- Río Jopior o Khoper, y su afluente el río Vorona.

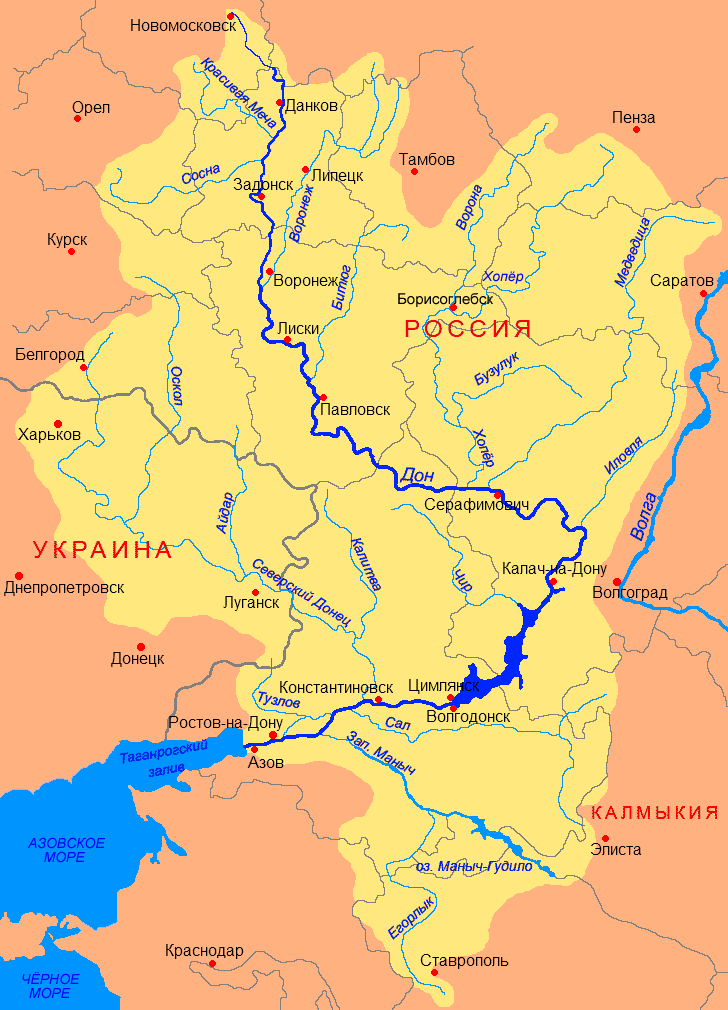
El río Don (Дон) fluye en dirección sureste por este óblast, pasando por las ciudades de Liski (Ли́ски) y Pávlovsk (Па́вловск), además de por la capital Vorónezh (Воронеж)

### Zona horaria
El óblast de Vorónezh está situada en la Zona horaria de Moscú (MSK/MSD) (+4 horas)

## Subdivisiones

Mapa de raiones de la óblast

La óblast se divide en tres ókrugs urbanos (Vorónezh, Borisoglebsk y Novovorónezh) y 31 raiones:
- Raión de Anna (capital: Anna)
- Raión de Bobrov (capital: Bobrov)
- Raión de Boguchar (capital: Boguchar)
- Raión de Buturlínovka (capital: Buturlínovka)
- Raión de Verjni Mamón (capital: Verjni Mamón)
- Raión de Vérjniaya Java (capital: Vérjniaya Java)
- Raión de Vorobyovka (capital: Vorobyovka)
- Raión de Gribánovski (capital: Gribánovski)
- Raión de Kalach (capital: Kalach)
- Raión de Kámenka (capital: Kámenka)
- Raión de Kantemírovka (capital: Kantemírovka)
- Raión de Kashírskoye (capital: Kashírskoye)
- Raión de Liski (capital: Liski)
- Raión de Nizhnedévitsk (capital: Nizhnedévitsk)
- Raión de Nóvaya Usman (capital: Nóvaya Usman)
- Raión de Novojopiorsk (capital: Novojopiorsk)
- Raión de Oljovatka (capital: Oljovatka)
- Raión de Ostrogozhsk (capital: Ostrogozhsk)
- Raión de Pávlovsk (capital: Pávlovsk)
- Raión de Pánino (capital: Pánino)
- Raión de Petropávlovka (capital: Petropávlovka)
- Raión de Povórino (capital: Povórino)
- Raión de Podgórenski (capital: Podgórenski)
- Raión de Ramón (capital: Ramón)
- Raión de Repyovka (capital: Repyovka)
- Raión de Rósosh (capital: Rósosh)
- Raión de Semiluki (capital: Semiluki)
- Raión de Tálovaya (capital: Tálovaya)
- Raión de Ternovka (capital: Ternovka)
- Raión de Jojolski (capital: Jojolski)
- Raión de Ertil (capital: Ertil)